# Котенко, Артур
Арту́р Коте́нко (эст. Artur Kotenko; род. 20 августа 1981[…], Таллин) — эстонский футболист, вратарь. Выступал за сборную Эстонии.

## Клубная карьера
Во взрослом футболе дебютировал в 1998 году выступлениями за команду клуба «Вигри», в которой провел один сезон, приняв участие в 9 матчах чемпионата.
Впоследствии с 1999 по 2001 год играл в составе команд «Лантана», финский «Каухайоки», «Левадия Маарду» и «Пярну Левадия».
Своей игрой за последнюю команду привлек внимание представителей тренерского штаба клуба «Левадия», в состав которого вошёл в 2004 году. Сыграл за таллиннский клуб следующие три сезона. Большинство времени, проведенного в составе таллинской «Левадии», был основным голкипером команды.
В течение 2008 года защищал ворота команды норвежского клуба «Саннес Ульф».
6 февраля 2009 году заключил контракт с другим норвежским клубом — «Викинг». Дебют за команду состоялся 25 октября того же года.
10 июня 2010 года подписал годовой контракт с кипрским «Пафосом». Заменял латышского вратаря Андрея Павлова, поэтому принял участие только в 7 матчах.
В июне 2011 года подписал двухлетний контракт с азербайджанским клубом «Ряван». Дебют за команду состоялся 6 августа в матче против «Кяпаза». В октябре 2011 года контракт был расторгнут.
К составу клуба «Яро» присоединился в январе 2012 года. За финский клуб принял участие в 25 матчах.
26 февраля 2013 года стал игроком могилёвского «Днепра» и занял там место основного вратаря. Быстро стал одним из лучших игроков могилевского клуба и одним из лучших вратарей чемпионата.
23 декабря 2013 года подписал контракт с солигорским «Шахтёром». Он стал основным вратарем солигорского клуба. По итогам сезона 2014 признан лучшим вратарем чемпионата. В декабре 2014 года продлил контракт с «горняками».
В сезоне 2015 к солигорской команде присоединился опытный вратарь Владимир Бушма. Котенко начал сезон в качестве основного голкипера, но позже Бушма стал чаще выходить в старте. В ноябре 2015 года эстонский голкипер в очередной раз продлил соглашение с солигорцами. В сезоне 2016 он окончательно потерял место в основном составе, проведя всего один матч в чемпионате. В декабре 2016 года по истечении срока контракта покинул «Шахтер».
В феврале 2017 года вернулся в Эстонию, где стал игроком клуба «Нарва-Транс». Был основным голкипером нарвского клуба. В декабре 2018 года перешел в «Левадию».

### Клубная статистика
| Сезон   | Клуб               | Страна          | Лига | Матчи | Голы |
| ------- | ------------------ | --------------- | ---- | ----- | ---- |
| 2014    | Шахтёр (Солигорск) | Беларусь        | I    | 29    | 0    |
| 2013    | Днепр (Могилёв)    | Беларусь        | I    | 23    | 0    |
| 2012    | Яро                | Финляндия       | I    | 25    | 0    |
| 2011    | Ряван              | Азербайджан     | I    | 4     | 0    |
| 2010-11 | Пафос              | Республика Кипр | I    | 7     | 0    |
| 2010    | Викинг             | Норвегия        | I    | 1     | 0    |
| 2009    | Викинг             | Норвегия        | I    | 1     | 0    |
| 2008    | Саннес Ульф        | Норвегия        | II   | 27    | 0    |
| 2007    | Левадия Таллин     | Эстония         | I    | 13    | 0    |
| 2006    | Левадия Таллин     | Эстония         | I    | 26    | 0    |
| 2005    | Левадия Таллин     | Эстония         | I    | 32    | 0    |
| 2004    | Левадия Таллин     | Эстония         | I    | 20    | 1    |
| 2003    | Левадия Таллин     | Эстония         | I    | 20    | 0    |
| 2002    | Левадия Таллин     | Эстония         | I    | 17    | 0    |
| 2001    | Левадия Таллин     | Эстония         | I    | 15    | 2    |
| 2000    | Каухайоки          | Финляндия       | IV   | 9     | 0    |
| 1999    | Лантана            | Эстония         | I    | 10    | 0    |
| 1999    | Вигри              | Эстония         | II   | 9     | 0    |

Последнее обновление:  8 декабря 2013 

## Карьера за сборную
Дебют за сборную Эстонии состоялся 18 августа 2004 года в матче квалификации на чемпионат мира 2006 против сборной Лихтенштейна (2-1). Всего Котенко за сборную провёл 27 матчей и пропустил 37 голов.

## Достижения

### Клубные

#### «Левадия»
- Чемпион Эстонии: 2004, 2006, 2007, 2021
- Серебряный призёр чемпионата Эстонии: 2002, 2005, 2019
- Обладатель Кубка Эстонии: 2003/04, 2004/05, 2006/07, 2020/21
- Обладатель Суперкубка Эстонии: 2001, 2022 (не играл)
- Серебряный призёр чемпионата Беларуси: 2016
- Обладатель Кубка Беларуси: 2013/14

#### «Шахтёр»
- Обладатель Кубка Беларуси: 2013/14

### Личные
- Лучший вратарь чемпионата Беларуси (2014)[18]